# Kawęczyn (Wrzawy)
Kawęczyn – część wsi Wrzawy w Polsce, położona w województwie podkarpackim, w powiecie tarnobrzeskim, w gminie Gorzyce.
Dawniej samodzielna miejscowość i gmina jednostkowa (z Sadowiem i Zadolem), licząca 292 mieszkańców w połowie XIX wieku